# Warhammer: Chaosbane
Warhammer: Chaosbane ist ein Action-Rollenspiel, entwickelt von Eko Software und veröffentlicht von Bigben Interactive. Es wurde am 4. Juni 2019 für Windows, PlayStation 4 und Xbox One veröffentlicht. Eine erweiterte Version des Spiels wurde am 10. November 2020 für Xbox Series und am 12. November 2020 als Launchtitel für PlayStation 5 veröffentlicht.

## Beschreibung
Die Spieler wählen eine von sechs Charakterklassen aus dem Warhammer-Fantasy-Setting: einen menschlichen Soldaten des Imperiums, einen Hochelfen-Magier, einen Zwergenjäger, einen Waldelfen-Späher, einen Zwergen-Ingenieur oder einen menschlichen Hexenjäger. Der Charakter muss helfen, das Imperium vor den Dämonen des Chaos zu retten. Am 16. Dezember 2019 wurde ein herunterladbarer Inhalt veröffentlicht, der eine Geschichte rund um die untoten Grabkönige enthält.

## Rezeption
Das Spiel erhielt gemischte Kritiken. Das deutschsprachige PC-Spielemagazin GameStar lobte zwar die Spiel-Balance, kritisierte aber Handlung und Spielumgebungen, sowie die mäßige Grafik und den geringen Umfang.

„Actionreiche Kämpfe können nicht über sich endlos wiederholende und teils generische Umgebungen hinwegtrösten – Monotonie von Anfang an.“

Das Onlinemagazin 4Players sprach von einem Hack & Slay der alten Schule, das zwar unterhaltsam, in einigen Bereichen aber doch ungeschliffen sei. PC Games kritisierte fehlende Langzeitmotivation.